# Марко Кана
Марко Кана (нід. Marco Kana, нар. 8 серпня 2002, Кіншаса, Демократична Республіка Конґо) — бельгійський футболіст конголезького походження, захисник клубу «Андерлехт» та молодіжної збірної Бельгії.

## Ігрова кар'єра

### Клубна
Марко Кана народився у місті Кіншаса у ДР Конґо. Згодом його родина переїхала до Бельгії, де маленький Марко почав займатися футболом. Кана є вихованцем академії столичного «Андерлехта». Вже у квітні 2019 року він підписав з клубом свій перший професійний контракт. А у серпні того року Кана зіграв і перший матч у складі «Андерлехта».

### Збірна
Марко Кана  з 2018 року є постіним гравцем юнацьких збірних Бельгії. Він був капітаном команди (U-17) на юнацькому чемпіонаті Європи. що проходив на полях Ірландії у травні 2019 року.